# Opération Lumberjack
Seconde Guerre mondiale
Batailles
Campagne d'Allemagne de 1945
- Blackcock
- Veritable
- Blockbuster
- Grenade
- Lumberjack
  - Remagen
- Undertone
- Traversée du Rhin
- Varsity
- Poche de la Ruhr
- Francfort
- Wurtzbourg
- Cassel
- Heilbronn
- Friesoythe
- Nuremberg
- Hambourg
- Amherst
- Archway
- Château d'Itter

Front d’Europe de l’Ouest
Front d’Europe de l’Est
Campagnes d'Afrique, du Moyen-Orient et de Méditerranée
Bataille de l’Atlantique
Guerre du Pacifique
Guerre sino-japonaise
L'opération Lumberjack est une opération américaine de la fin de la Seconde Guerre mondiale. Menée par la 1re armée des États-Unis au début de mars 1945, elle avait pour objectif de prendre des villes allemandes stratégiques comme Cologne et de former une tête de pont alliée sur l'autre rive du Rhin.

## Concept de l'opération
Le 21e Groupe d'armées britannique ayant fermement pris position sur la rive du Rhin, le général Bradley et son 12e Groupe d'armées américain préparent l'opération Lumberjack. Le plan est d'attaquer avec la 1re armée en direction du sud-est vers le confluent du Rhin et de l'Ahr, puis de s’orienter au sud pour aller à la rencontre de la 3e armée du général Patton, qui ferait dans le même temps mouvement au nord-est à travers l'Eifel. L'objectif est de prendre Cologne, de sécuriser le secteur de Coblence et d'amener le 12e Groupe d'armées aux rives du Rhin sur toute la zone au nord de la Moselle. Le 12e Groupe d'armées espère aussi encercler un grand nombre d'Allemands.

## Déroulement
Durant l'opération, la 1re et la 3e armées sont confrontées à la 15e armée et à la 5e Panzer Armee de la Wehrmacht
Bradley lance l'opération Lumberjack le 1er mars. Au nord, la première armée exploite rapidement la tête de pont sur l'Erft pour entrer à Euskirchen le 4 mars, puis à Cologne le 5. En parallèle, la troisième armée avance dans l'Eifel jusqu'au Rhin. L'avancée des troupes américaines varie de 15 à 60 kilomètres.

## Pont de Remagen
En arrivant aux abords de Remagen, la 9e division blindée découvre contre toute attente que le pont ferroviaire Ludendorff est toujours debout. L’assaut est mené immédiatement et le pont est pris le 7 mars, bien que les défenseurs allemands aient tenté de le dynamiter. Les Alliés ont finalement une tête de pont sur le Rhin. 
Les jours suivants, les Allemands tentent désespérément de détruire le pont, mais sans succès. Le général Eisenhower demande alors à Bradley de faire traverser cinq divisions pour tenir la tête de pont, mais ne laisse pas la 12e armée pousser son avantage dans l'immédiat. Au contraire, le 13 mars, il ordonne de limiter l'étendue de la tête de pont de Remagen à 40 km de large et à 16 km de profondeur. Le pont s'écroule finalement le 17 mars, mais entre-temps, les Alliés ont construit un pont flottant en parallèle.